# Fredrik Karl av Schwarzburg-Rudolstadt
Fredrik Karl (tyska: Friedrich Karl), född den 7 juni 1736 i Rudolstadt, död där den 13 april 1793, var 1790-1793 regerande furste av Schwarzburg-Rudolstadt.

## Biografi
Fredrik Karl var son till furst Ludvig Günther II av Schwarzburg-Rudolstadt och dennes första hustru Sophia av Reuss-Greiz (1711-1771).
Då Fredrik Karls far uppnådde den för tiden ovanligt höga åldern 82 år hade sonen redan hunnit bli 54 år gammal innan han 1790 tillträdde tronen i det lilla furstendömet. Hans regeringstid blev också kort: endast tre år.

### Familj
Fredrik Karl gifte sig första gången den 21 oktober 1763 med sin kusindotter Fredrika (1745-1778), dotter till den tidigare regerande fursten Johan Fredrik av Schwarzburg-Rudolstadt. Med henne fick han sex barn:
- Fredrika (1765-1767)
- Ludvig Fredrik (1767-1807), regerande furste 1793-1807
- Theresia (1770-1783)
- Karl Günther (1771-1825), gift 1793 med Louise Ulrika av Hessen-Homburg (1772-1854) och farfar till den blivande furst Günther
- Karoline (1774-1854), gift 1799 med furst Günther Fredrik Karl I av Schwarzburg-Sondershausen (1760-1837)
- Christina Louise (1775-1808), gift 1796 med lantgreve Ernst Konstantin av Hessen-Philippsthal (1771-1849)

I sitt andra gifte äktade Fredrik Karl den 28 november 1780 Augusta av Sachsen-Coburg-Altenburg (1732-1805); detta äktenskap var barnlöst.